# An Caiseal (Galway)
An Caiseal (anglisiert Cashel) ist ein Ort im irischen County Galway in der Provinz Connacht. Er liegt in Connemara, westlich von Galway und südöstlich von Clifden, an der Küste.

## Geschichte
Der Name Caiseal leitet sich von einem kreisförmigen Erd- und Stein angehäuften Ringfort ab. Das Caiseal umgibt einen alten Teil des Friedhofs in Caiseal Ard/High Cashel, dessen Reste auf einem Abhang eines Berges 1 km nordöstlich der Stadt liegen. Die nahe gelegene Heilige Quelle, „Tobar Chonaill“, wird noch aufgesucht. An einem Felsen, auf dem die Abdrücke eines Kindes und eines Lammes erkannt werden, werden Weihegaben niedergelegt. Die Legende besagt, dass ein englischer Soldat, der die Stelle entweiht hat auf Meatl an tSaighdiúra/dem kleinen Hügel des Soldaten gestorben ist.

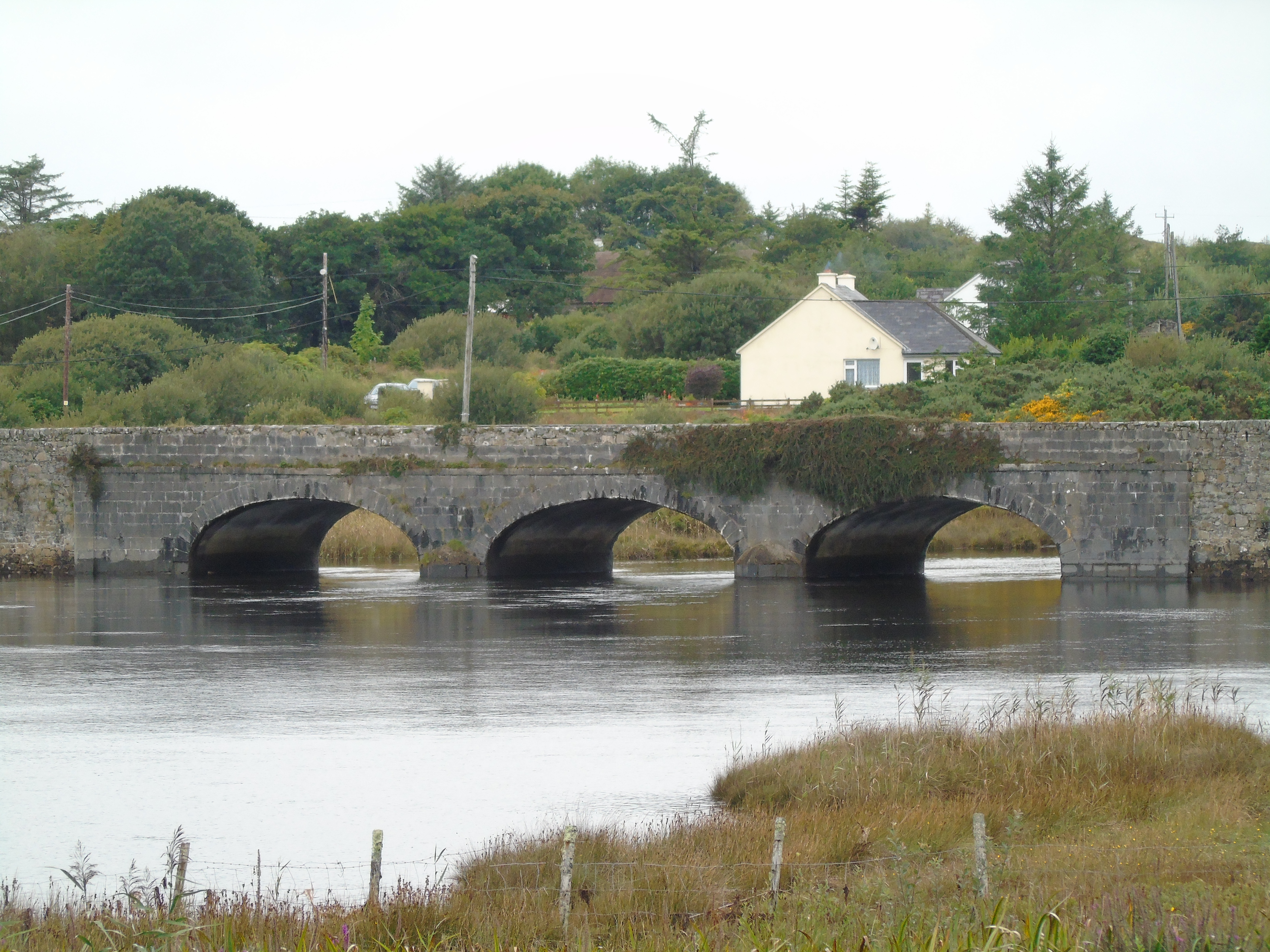
Toombeola Bridge

Im Westen liegt die Toombeola Bridge. Dies Brücke befindet sich unweit der Reste eines Dominikanerklosters, das im Jahre 1427 von einem Angehörigen des O’Flaherty-Clans errichtet wurde, der die Herrschaft über Connemara bis zur Regentschaft Jakobs II. hatte.
Die kleine St. James Kirche stammt von 1912. Ihre Glasmalerei mit Elizabeth Rivers (1903–64) Darstellung von St. Joseph als Arbeiter wurde nach ihrem Tod von Francis Biggs vollendet.

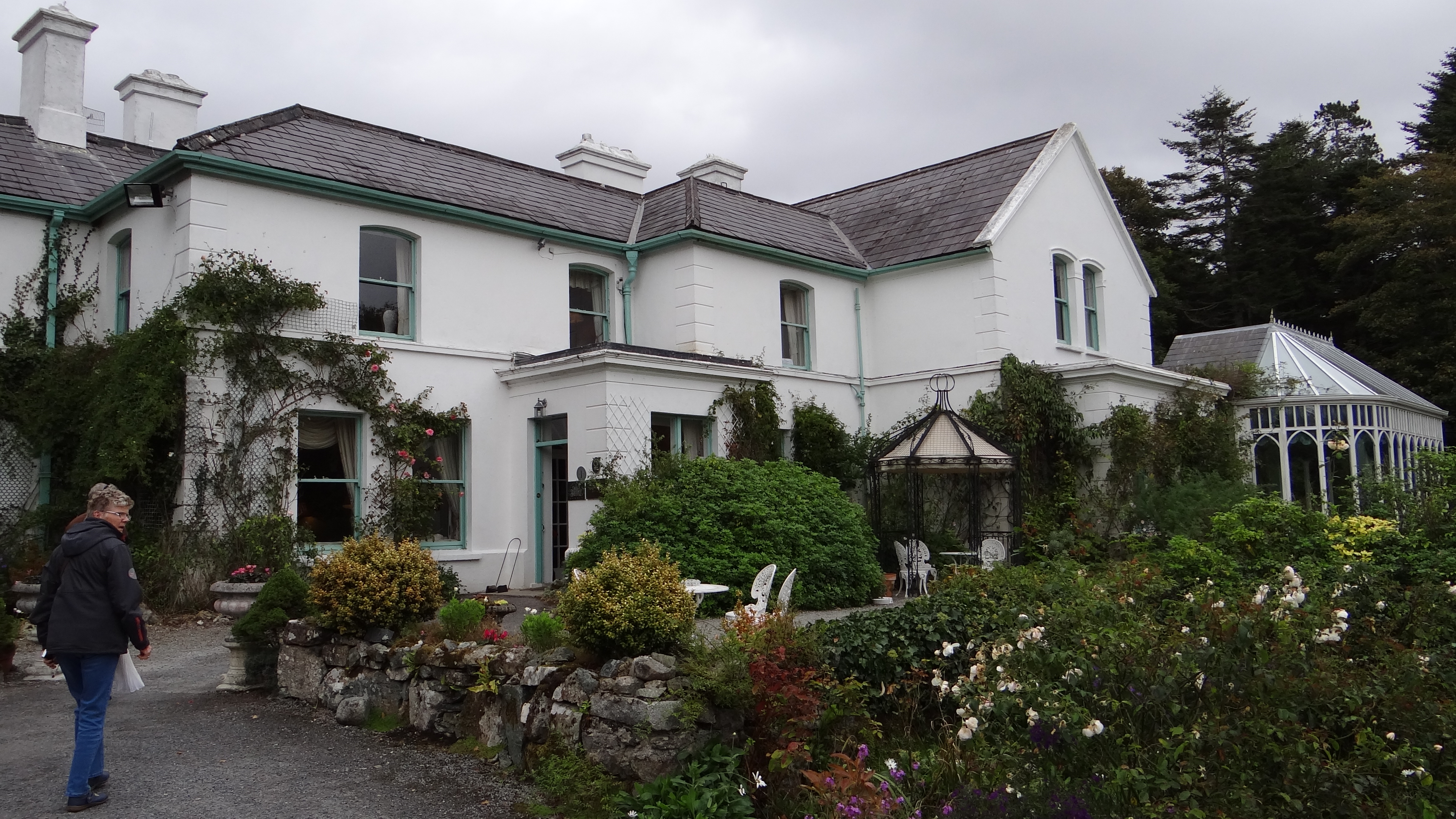
Cashel House Hotel

Cashel House wurde 1847 von Thomas Hazell of Dun Riachain für die Hochzeit seines Sohnes gebaut. Es wurde 1919 von James O’Mara, dem Wohltäter von Eamon de Valera und Abgeordneten der Sinn Fein von Kilkenny gekauft und 1920 mehrere Male überfallen. 1952 wurde es von Oberstleutnant Brown Clayton und 1967 von den derzeitigen Besitzern McEvilly erworben, die es als Hotel eröffneten. Charles de Gaulle verbrachte 1969 zwei Wochen in Cashel, nachdem er seinen Rücktritt vom Amt des Präsidenten der Republik Frankreich bekannt gegeben hatte. Die Gärten sind Landhausstil Gärten, die auf einer Reihe von Waldlichtungen basieren. Sie zeigen eine Fülle von Rosen und Stauden. Der „Walled Garden“ (ummauerte Garten, jetzt der geheime Garten genannt) war ursprünglich ein Obstgarten, in dem Jack O’Mara seltene Bäume und Sträucher aus der ganzen Welt anpflanzte. Viele dieser Bäume sind heute die größten Exemplare in Irland.
Das Hotel Zetland, ursprünglich „The Viceroy's Rest“ wurde zu Ehren des Grafen von Zetland, der es in den 1880 90er Jahren zu besuchen pflegte, umbenannt. Der Anlegesteg in der Nähe ist stammt noch von den O’Loghlen den ersten Eigentümern des Hotels. Hinter dem Hotel liegt Cnocän Aifrinn/der kleine Hügel der Messe mit einem Mass Rock an seinem Südhang in der Nähe des Gipfels.